# Königsgraben (Havel)
Der Königsgraben ist ein Fließgewässer in Sachsen-Anhalt und in Brandenburg. 
Die Quelle des ca. 30 km langen Flusses befindet sich östlich der Alten Elbe und der Landesstraße L 54, nördlich des Elbe-Havel-Kanals und südlich von Derben, einem Ortsteil der Einheitsgemeinde Elbe-Parey im Landkreis Jerichower Land in Sachsen-Anhalt. Von dort fließt er weitgehend in nordöstlicher Richtung und unterquert nördlich von Scharteucke die B 107. Südwestlich, westlich und nördlich (bis zur Unterquerung der B 107) von Scharteucke heißt der Fluss vorübergehend „Schaugraben“. Er erreicht dann  das Land Brandenburg und unterquert nördlich von Zollchow die L 96. Er mündet östlich von Böhne, einem Stadtteil von Rathenow, in die Havel. Südwestlich von Böhne und nördlich des Königsgrabens erstreckt sich das 83,72 ha große Naturschutzgebiet Großes Fenn.